# Modificación de conducta
Según Martin y Pear (2007, p.7) “La modificación de conducta implica la aplicación sistemática de los principios y las técnicas de aprendizaje para evaluar y mejorar los comportamientos encubiertos y manifiestos de las personas y facilitar así un funcionamiento favorable”. 
La modificación de conducta, a pesar de iniciarse durante la década de 1950, su mayor aplicación tuvo lugar desde mediado de 1970 hasta los primeros años de 1980.
Específicamente, se modifica el comportamiento considerando cuáles son los antecedentes y consecuentes de una conducta. Un antecedente es el estímulo o situación que suscita una respuesta. Un consecuente es la "contingencia" o consecuencia positiva o negativa que esa respuesta produce. Una consecuencia positiva (por ejemplo, un elogio por ser generoso) sirve de reforzador, pues incrementa un comportamiento deseable. Una consecuencia negativa o estímulo aversivo (por ejemplo, ante una agresión, una tarjeta amarilla o roja en el fútbol), sirve de castigo, favoreciendo la extinción de esa conducta. 

## Fases de un programa de modificación conductual
1. Recogida de datos para identificar el problema y ver quién debe realizar el tratamiento. Consiste en rellenar un formulario con la historia personal del sujeto: nombre, dirección, edad, estado civil y una descripción breve de por qué quiere cambiar. Además se verá qué especialista es más adecuado para la intervención y se verá si su conducta atenta contra la seguridad de las personas como ocurre por ejemplo en los casos de pedofília.
2. Evaluación previa al tratamiento. Se realiza una evaluación conductual o Análisis Funcional de la Conducta[1] para saber la dimensión del problema antes de la introducción del programa de modificación de conducta. Supone la recogida y análisis de datos e información con el fin de identificar y describir los objetivos comportamentales, especificar las causas probables del comportamiento, elegir las estrategias de intervención más adecuadas para modificarlo y evaluar los resultados del tratamiento.
3. Fase de tratamiento. Una vez evaluada la conducta problemática, los especialistas idearán un programa para lograr la mejora de esa conducta. Los programas de modificación de conducta implican la observación y el registro continuo del comportamiento a lo largo del tratamiento.
4. Fase de seguimiento. En esta última fase se observa atentamente si se mantienen los avances conseguidos en el tratamiento una vez concluido este.

## Características de la conducta a registrar
1. Topografía: descripción de los movimientos específicos implicados (FORMA).
2. Cantidad: Dos medidas comunes de la cantidad de una conducta son la frecuencia y la duración.
3. Frecuencia: número de episodios de una conducta.
4. Duración: duración del tiempo que ocurre la conducta.
5. Intensidad: la fuerza o intensidad de una respuesta. Ejemplo: el volumen de voz.
6. Control de estímulos: indicar que una actividad específica ocurre en presencia de determinados estímulos y no aparece en presencia de otros.
7. Latencia: el tiempo transcurrido entre la ocurrencia de un estímulo y el principio de una respuesta.
8. Calidad: diferencias o cualidades de los comportamientos.

### Estrategias para registrar la conducta
Según Martin y Pear (2007, pp. 297-298) para registrar la conducta se utilizan las siguientes estrategias:
- Registro continuo: Recoge todas las apariciones del comportamiento durante un período concreto.
- Registro por intervalos: Se selecciona un período específico en el que se va a observar y registrar todas las apariciones del comportamiento.
- Registro de intervalo parcial: Sólo se registra la conducta de manera dicotómica (si aparece la conducta en un intervalo de tiempo concreto o no aparece).
- Registro de intervalo completo: Sólo se registra la conducta si persiste durante un intervalo de tiempo completo.
- Registro de muestreo temporal: Se puntúa una conducta como presente o ausente en intervalos de tiempo breves y temporales.
- Muestreo temporal momentáneo: Registro dicotómico de momentos puntuales, como por ejemplo; las horas en punto.
- Observación y registro: Se puede dar un tiempo breve para observar y el mismo para registrar las conductas.

## Introducción histórica

### Modificación de conducta operante yencubiertalismo
Las técnicas operantes han sido de las primeras que comenzaron a emplearse dentro de la Modificación de Conducta siendo también las que se han aplicado con mayor frecuencia (Méndez y otros, 2001). 
Estas técnicas se han originado a partir de los trabajos de aprendizaje animal realizados a inicios del siglo XX por Thorndike (1898), más propiamente, en 1911, remarcando el valor de la "Ley del Efecto" y que constituyeron las bases del modelo del condicionamiento instrumental. Sin embargo, fue B. F. Skinner (1938), quien desarrolló definitivamente este modelo, introduciendo por primera vez el término de condicionamiento operante. 
Son varias las técnicas operantes y, entre ellas, la más conocida y usada por B. F. Skinner fue la de Moldeamiento o "Shaping". El método utilizado es el reforzamiento diferencial de aproximaciones sucesivas. Lo introdujo con las palomas y lo hizo extensivo a los perros, delfines, seres humanos y otras especies. En el diseño, la forma de una respuesta existente se cambia gradualmente entre los ensayos sucesivos hacia una "conducta-objetivo" deseado por segmentos exactos gratificantes de comportamiento. La explicación de Skinner de moldeamiento era la siguiente:
En primer lugar, damos el alimento de las aves cuando se gira ligeramente en la dirección de la meta desde cualquier parte de la jaula. Esto aumenta la frecuencia de tal comportamiento, entonces retenemos el refuerzo hasta que exista un ligero movimiento hacia el lugar e destino. Continuamos reforzando posiciones sucesivamente más cerca del lugar;  a continuación, se usa el refuerzo sólo cuando la cabeza se mueve ligeramente hacia adelante, y, finalmente, sólo cuando el pico realmente hace contacto con el terreno.  Al reforzar una serie de aproximaciones sucesivas, conseguimos una respuesta única para una probabilidad muy alta en un corto período de tiempo. 
A partir de los años sesenta, se desarrolla el "aprendizaje imitativo", también llamado "vicario" u observacional, así Alberto Bandura describe un modelo de aprendizaje con una base "mediacional" (aprendizaje social), donde la conducta de un individuo significativo sirve de modelo y refuerzo para el que aprende. Si las personas ven consecuencias deseables y positivas en la conducta observada, es más probable que la tomen de modelo y la imiten. 
Esta orientación mediacional, que, en la modificación de conducta, tiene como referencia el entrenamiento autoinstruccional de Meichenbaum, es una aproximación al desarrollo de corrientes cognitivas, que se inicia en la década de 1960 y se potencian durante la década de 1970 y 1980. 
De esta forma, varios autores aplican la metodología conductista a los procesos psicológicos subjetivos. A esto se le ha llamado "encubiertalismo", considerando que las conductas internas o del pensamiento se rigen por los mismos principios que las conductas externas, es decir, por condicionamiento clásico (aprendizaje "pasivo", por asociación de un estímulo neutro -estímulo condicionado- con un estímulo o situación agradable o desagradable -estímulo incondicionado) o por condicionamiento operante (aprendizaje "activo", la asociación de una respuesta a una consecuencia agradable o desagradable).
Uno de los principales autores que se han centrado en el encubiertalismo ha sido Cautela. Él introdujo técnicas de reforzamiento encubierto a través de tratamiento como el modelado. El método se basa en la capacidad de la persona para utilizar las imágenes como refuerzo. En algunas poblaciones se ha encontrado que una recompensa imaginaria puede ser tan eficaz como una real.
Uno de los psicólogos más importantes en los métodos del encubiertalismo y de la Terapia cognitivo-conductual  ha sido Joseph Wolpe. Cuando se alistó en el ejército sudafricano como oficial médico, vio que fracasaba en curar la neurosis de guerra de los soldados, por lo tanto, se cuestionó la terapia psicoanalítica e investigó en tratamientos más eficaces. Así es como surgieron sus técnicas de inhibición recíproca, y de desensibilización sistemática que revolucionó la terapia conductual. Su característica principal es que el sujeto, por aproximación sucesiva, haciendo uso de la relajación, logre enfrentarse a situaciones estresantes. El terapeuta presenta, por lo tanto, una jerarquía de estímulos estresantes, a través de imágenes visuales, que evoquen la situación ansiosa, bien como exposición imaginada, bien como realidad virtual, bien, directamente, en vivo, hasta lograr su superación.

### Bases teóricas y experimentales
Las bases teóricas y experimentales de la modificación de conducta surgen fundamentalmente tras los estudios de Thorndike (1898) y de Skinner (1938). 

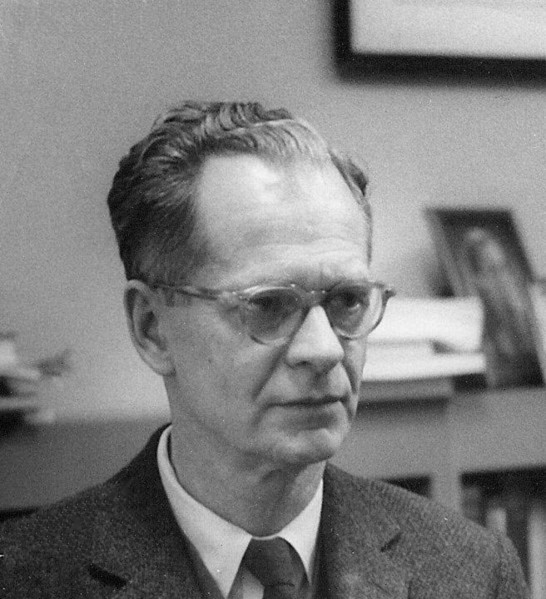
B. F. Skinner (1904-1990).

Thorndike realizó experimentos con animales en los que éstos (perros, gatos o pollos) eran encerrados en las que él llamaba “cajas-problema”. Para poder escapar de estas cajas y acceder a la comida que tenían visible, los animales debían mover un cerrojo o presionar una palanca. 

Caja de Skinner desarrollada a partir de las "cajas-problema" de Thorndike).

A partir de aquí, Skinner desarrolló dicho modelo utilizando el término de condicionamiento operante. Su principio básico era que las conductas se aprenden y se mantienen como resultado de sus consecuencias, sentando así la importancia del ambiente. Skinner llama conductas operantes a aquellas que pueden ser controladas mediante la alteración de sus consecuencias; así, el sujeto realiza una conducta operante cuando ésta produce unas consecuencias en el medio, que a su vez pueden controlar dicha conducta.
Pero además, para que podamos cambiar la conducta mediante la alteración de sus consecuencias, éstas deben ser contingentes a la conducta. Es decir, las consecuencias deben producirse justo después de la aparición de la conducta.
Los procedimientos en los que se basan las técnicas de modificación de conducta del condicionamiento operante son el reforzamiento, el castigo, la extinción y el control de estímulos.

### Procedimientos operantes básicos
Los procedimientos operantes básicos se definen como la presentación o eliminación contingente de un estímulo que puede ser apetitivo o aversivo para el individuo.
Además, según la presentación o retirada y el tipo de estímulos que estemos manipulando, obtendremos diferentes variantes de los procedimientos mencionados. 

#### Reforzamiento positivo
El reforzamiento positivo es un procedimiento mediante el cual se le presenta al sujeto un estímulo que le gusta o le interesa inmediatamente después de la realización de la conducta (presentación contingente). Con esto se consigue aumentar la probabilidad de que la conducta vuelva a ocurrir.
El estímulo o situación apetitiva que se pone en juego en este proceso se conoce como reforzador positivo (Méndez y otros, 2001). Cuando se descubre un reforzador positivo para un individuo (por ejemplo, un caramelo para un niño), podemos utilizarlo en otras situaciones. A pesar de ello, no deberíamos abusar de un solo reforzador positivo ya que podríamos caer en la saciedad.
Tal como refleja Méndez y otros (2001), diversos autores han puesto de manifiesto el procedimiento básico que debe seguirse para aplicar el reforzamiento positivo:
1. Especificar de forma concisa la conducta a modificar.
2. Identificar y seleccionar los reforzadores eficaces (que dependen de cada individuo).
3. Administrar de forma inmediata los reforzadores.
4. Aplicar los reforzadores contingentemente.
5. Evitar la saciedad empleando diversos reforzadores que el sujeto no tenga.
6. Aproximar la cantidad adecuada de reforzador.
7. Ajustarse al programa de reforzamiento fijado (puede ser reforzamiento continuo o reforzamiento intermitente).
8. Planificar la transición de un tipo de programa a otro (por ejemplo, de un programa de reforzamiento continuo a uno de reforzamiento intermitente) con el fin de generalizar los efectos.

#### Reforzamiento negativo
En este caso, se trata de incrementar una conducta deseable mediante la eliminación de un estímulo o situación que sea desagradable para el sujeto, justo después de la realización de dicha conducta (retiro contingente). Este tipo de procedimiento suele emplearse menos que el anterior por las implicaciones éticas que supone utilizarlo.
Un reforzador positivo es un estímulo que se añade al entorno y que trae consigo una respuesta precedente. Si se otorga alimento, agua, dinero o elogios después de una respuesta, es más probable que ésta se repita en el futuro.

#### Castigo positivo
Consiste en presentar un estímulo o situación desagradable para el individuo tras lo cual se espera que disminuya su conducta. 

#### Castigo negativo
Este procedimiento supone la retirada de una situación o estímulo agradable para el sujeto tras la realización de la conducta problemática. Lo que se pretende es disminuir la frecuencia de la conducta castigada negativamente.
Cuando un individuo realiza una respuesta, que ha sido anteriormente reforzada, y no obtiene el reforzamiento la frecuencia de dicha respuesta disminuye. Esto es lo que se conoce como extinción.
En palabras de Méndez y Olivares (2001, p.146), la extinción trae consigo dos efectos:
“En primer lugar, es esperable que inmediatamente después de poner en marcha un programa de extinción se produzca un aumento de la frecuencia de la conducta que se pretende disminuir […]. En segundo lugar, al implantar la extinción es probable que se produzcan reacciones emocionales (por ejemplo, frustración) y agresivas […]".
Estas características principales hacen que sea un procedimiento inadecuado para personas que realizan conductas peligrosas para ellas mismas (conductas autolesivas) o cuando sea intolerable que aumente temporalmente la conducta.

### Técnicas para desarrollar y mantener las conductas
Se destacan tres técnicas para llevar a cabo el desarrollo y mantenimiento de las conductas a lo largo del tiempo: moldeamiento, desvanecimiento y encadenamiento.
Antes de aplicar cualquiera de estas técnicas, así como cualquier técnica de modificación de conducta, es preciso definir la conducta en términos operacionales. Es decir, en forma de conducta observable y de manera objetiva. Así nos será más fácil llevar a cabo el registro de las mismas y la contrastación realista de los resultados.

#### Moldeamiento
El moldeamiento es una técnica mediante la cual se adquieren conductas ausentes o presentes muy vagamente en el repertorio conductual del sujeto (Méndez y Olivares, 2001).
Consiste en reforzar consistentemente conductas semejantes a la conducta que pretendemos que el sujeto adquiera y eliminar mediante extinción aquellas que se alejan de la conducta deseada. 
Para realizarlo correctamente, deben seguirse una serie de pasos:
- Definir de forma precisa la conducta final que pretendemos obtener.
- Elegir una conducta más amplia que incluya la que pretendemos que el sujeto adquiera o que tenga semejanza con ésta.
- Reforzar dicha conducta (2), hasta que se presente de forma frecuente.
- Reducir la amplitud de la conducta para que se parezca cada vez más a la conducta meta utilizando para ello el refuerzo diferencial.

Tal como dice Larroy (2008), el moldeamiento se utiliza de forma espontánea en el aprendizaje de habilidades cotidianas como aprender a hablar. Así, cuando un niño produce los primeros balbuceos es reforzado por sus padres, pero cuando produce las primeras sílabas ya no le refuerzan el balbuceo sino lo último. Lo mismo ocurre cuando pronuncian las primeras palabras. De esta manera, mediante el refuerzo diferencial los padres van reforzando aquellas conductas que cada vez se parecen más a la conducta deseada (hablar), pero no las anteriores.

#### Desvanecimiento
El desvanecimiento se basa en la disminución gradual de las ayudas que se le han dado al individuo para que realice la conducta deseada. Pretende que se mantenga el comportamiento del individuo a pesar de la reducción de las ayudas que se le proporcionaron para aprenderlo.
Diversos autores (Méndez, Olivares y Beléndez, 2001; Larroy, 2008) coinciden en que el desvanecimiento consta de dos fases:
- Fase aditiva: se le suministra al sujeto todas las ayudas necesarias para la consecución de la conducta meta.
- Fase sustractiva: las ayudas se van reduciendo de forma progresiva hasta que el sujeto pueda realizar la conducta sin ninguna ayuda externa. La disminución puede desarrollarse de distintas maneras: disminuyendo o demorando la ayuda o bien reduciendo su intensidad.

En ambas fases, se han de facilitar tras la emisión de conductas cercanas a la conducta objetivo, un refuerzo continuo y contingente a dicha emisión.
Esta técnica es utilizada junto con el moldeamiento y, al igual que ella, suele emplearse tanto para el aprendizaje cotidiano como para conductas más específicas (ámbito educativo, por ejemplo).

#### Encadenamiento
La técnica del encadenamiento supone descomponer una conducta compleja en conductas sencillas, de manera que cada una de ellas suponga un eslabón de la cadena. 
La adquisición de la conducta se produce mediante el reforzamiento de los “eslabones”, los cuales son estímulos reforzadores para la respuesta anterior y estímulos discriminativos (Ed) para la siguiente. Tal como ejemplifica Larroy (2008, p. 299):
Si una chica quiere prepararse para salir a la calle tendrá que realizar distintas conductas como ducharse, vestirse, peinarse…De manera que cada uno de estos actos funciona como estímulo discriminativo del siguiente (si ya me duché, ahora tengo que vestirme) y como reforzador de anterior (poder peinarme es el reforzador de haberme vestido, que a su vez es el reforzador de haberme duchado).
El aprendizaje mediante esta técnica puede realizarse de varias formas:
- Encadenamiento hacia atrás. Es el más utilizado. Se empieza por el último eslabón y se van enseñando los restantes en dirección al inicio de la conducta.
- Encadenamiento hacia adelante. En este caso sucede al contrario. Se enseña el primer paso y se refuerza, luego se enseña en segundo y se refuerza la realización de ambos juntos, etc.
- Tarea completa. Utilizado para tareas sencillas, se trata de que el sujeto realice todos los pasos seguidos, repitiendo la operación hasta que se consolide el aprendizaje de la conducta. El reforzador se proporciona tras la realización de todos los pasos.

### Técnicas para reducir y eliminar conductas

#### Procedimiento de reforzamiento diferencial
Para Olivares y Méndez (2001, pp.160-165), los procedimientos de reforzamiento diferencial son enfoques positivos para la reducción de conductas y podemos encontrar tres tipos:

##### Reforzamiento diferencial de tasas altas de conducta (RDAT)
Consiste en un programa de reforzamiento intermitente bien de intervalo, bien de razón en que se refuerzan las conductas que se emiten por encima de un criterio determinado, criterio establecido tras la observación de las características de la conducta de la persona cuya conducta se quiere incrementar. 

##### Reforzamiento diferencial de tasas bajas de conducta (RDTB)
Consiste en facilitar reforzadores contingentemente a las conductas emitidas tras un período fijo desde la última respuesta. Es muy apropiado para reducir conductas problemáticas por sus excesos, no porque en sí sean problemáticas. Puede aplicarse, por ejemplo, cuando alguien en un grupo hace un uso muy frecuente de la palabra. El procedimiento consistiría en reforzarle sólo cuando haga uso de la palabra tras un período establecido.

##### Reforzamiento diferencial de otras conductas (RDO)
El reforzamiento diferencial de otras conductas, se refiere, al refuerzo de la no ejecución de una conducta determinada. Los autores J. A. Cruzado Rodríguez y F.J. Labrador Encinas (2002, p.510) están de acuerdo en que la conducta que se trata de eliminar se pone bajo extinción, mientras se refuerza cualquier otra conducta alternativa. 
Se pretende buscar una media en el tiempo de emisión de esa conducta. Si la conducta no es emitida en el tiempo establecido estando así bajo control, ésta se refuerza y el tiempo se disminuye.
El RDO resulta un procedimiento efectivo para la reducción de una gran diversidad de conductas autodestructivas, agresivas, vómitos, etc. Por ejemplo, si un individuo se golpea la cabeza con una frecuencia de tres veces por minuto como media en la línea base, se comenzaría con intervalos de 15 ó 20 segundos para asegurar al máximo el acceso al reforzamiento. Si el sujeto no se golpea la cabeza, durante el intervalo, recibirá el refuerzo inmediatamente al final de este. Si se golpea la cabeza, se detendrá, no se le dará refuerzo y se iniciará un nuevo intervalo.

##### Reforzamiento diferencial de conductas incompatibles
Se pretende el reforzamiento de conductas incompatibles a las que se quieren eliminar. Por ejemplo, el reforzamiento de trabajar en silencio en el aula reducirá los ruidos.
Se debe tener en cuenta una serie de factores antes de aplicar de manera efectiva el RDI. 
1. Se debe elegir de una manera adecuada la conducta que se pretende eliminar.
2. Así como la frecuencia con que se van a utilizar los reforzadores.

Una extensión del RDI en la práctica, es el entrenamiento en reacción de competencia desarrollado por Azrin y Nunn (1987, citado por Olivares y Méndez 2001). Este entrenamiento implica aprender a emitir una respuesta físicamente incompatible, es decir, el hábito nervioso no debe tener posibilidad de producirse mientras la persona realiza la reacción de competencia.

#### Costo de respuesta
Los autores Olivares y Méndez (2001, pp. 165-167) definen el costo de respuesta como la pérdida de un reforzador positivo disponible con el objeto de eliminar una conducta desadaptativa. Un ejemplo de esta técnica seria la retirada del carné de conducir por exceso de velocidad.
Para una aplicación efectiva se deben tener en cuenta las siguientes consideraciones:
1. Al plantearse la aplicación se deben tener en cuenta otros procedimientos que sean menos aversivos.
2. Para que el sistema de costo de respuesta funcione es necesario permitir que el individuo acumule una reserva de reforzadores.
3. La efectividad del costo de respuesta depende de la magnitud del reforzador retirado. Para que este sea efectivo, debemos hacer diferentes ensayos para ver que magnitud debemos usar para que la conducta sea retirada.
4. Resulta adecuado procurar que la persona no pierda todos los reforzadores. Si es así, la conducta inadecuada no disminuiría, ya que no tendría nada que perder.
5. Los sujetos deben ser informados de las reglas del juego y llevar un control de las ganancias y las pérdidas.

#### Tiempo fuera
Según Marta Albert, Psicóloga de la Asociación Española para el Síndrome de Prader-Willi, el tiempo fuera consiste en retirar al sujeto de la situación en la que realiza la conducta que se desea eliminar. Por ejemplo, “si el niño tira arena a sus amigos, la madre dice ¡eso no se hace! o ¡no se tira arena! y le sienta un rato a su lado. Durante ese tiempo no se le dirige la palabra al niño, ni se le echa la bronca durante y después del periodo de aislamiento. Luego se da opción a seguir jugando”.
Se describen algunas pautas para su aplicación:	
1. La primera vez que se aplique, se le deja claro al sujeto que no se le dejará de aislar hasta que la conducta cese.
2. Antes de aplicar el aislamiento debemos intentar controlar la conducta de modo verbal.
3. El tiempo de aislamiento debe ser de minuto por año de edad y puede aplicarse así hasta los 15 años. De esta manera evitaremos que pueda entretenerse con la invención de alguna actividad.
4. No reforzaremos ni positivamente ni negativamente antes o después del aislamiento.
5. Si esta técnica no resulta en una semana debemos cambiar el procedimiento.

Cruzado y Labrador, (2002, p.522) consideran que este procedimiento es útil en el tratamiento de la conducta alborotadora, agresiva y de desobediencia y se desaconseja en conductas autoestimulatorias y autolesivas.

#### Saciedad
Con este procedimiento utilizaremos el reforzador, que mantiene la conducta, de una manera continua hasta que este pierda su valor.
Primero se debe detectar la frecuencia de la conducta para así determinar las sesiones. A continuación se aplicará el reforzador de manera continuada y en grandes cantidades hasta que la conducta adquiera un valor aversivo. Por ejemplo, si a un niño le encantan las hamburguesas le daremos hamburguesas todos los días y a todas horas.
Se puede aplicar en trastornos como los tics, en el tabaquismo, etc. Y no pueden aplicarse en conductas que son peligrosas para el sujeto como las conductas autolesivas. 

#### Sobrecorrección
El objetivo principal es compensar las consecuencias de la conducta desadaptativa. Se puede aplicar de dos maneras (Cruzado y Labrador, 2002, pp. 523-528):
- Sobrecorrección restitutiva: el sujeto debe restaurar el daño que ha hecho.
- Sobrecorrección de práctica positiva: consiste en repetir una conducta positiva.

Al observar que el sujeto realiza la conducta indeseable debemos dar un aviso verbal. Si esto no funciona tenemos que aplicar la sobrecorrección de forma insistente e inmediata.
“Este método ha mostrado su eficacia en la reducción de conductas autoestimulatorias en niños psicóticos y con retraso, así como en el control de la agresividad, en la rumiación y otras conductas destructivas.”

## Sistemas de organización de contingencias

### Economía de fichas
Los reforzadores que se usan son fichas que después se intercambiarán por algo que al sujeto le guste. Para eliminar la conducta indeseable se hará a través de la pérdida de las mismas. 
Marta Albert, Psicóloga de la Asociación Española para el Síndrome de Prader-Willi, considera que en primer lugar se deben dejar claros los objetivos que se van a trabajar, así como los premios a los que se podrá acceder mediante la realización de conductas específicas, y fijación de “precios en fichas” para cada uno de ellos.
Debemos tener en cuenta distintos aspectos:
- Las fichas deben administrarse una vez realizada la conducta.
- El tipo de fichas dependerá de las características y gustos del individuo.
- La persona ha de poder elegir entre diversos premios.
- Debe mantenerse un equilibrio entre las fichas que se ganan y las que se gastan.
- El precio de los premios debe estar ajustado a la frecuencia de su consumo, a las preferencias de la persona y a su coste económico.
- Es conveniente fijar cuándo se van a hacer los intercambios y estipular un sistema de ahorro.

Puede usarse tanto a nivel individual como grupal y es útil para una gran variedad de conductas.

### Contratos de contingencias o contrato conductual
Es un acuerdo escrito entre distintas personas (pareja, amigos, etc.) para cambiar alguna conducta, ya sea por parte de ambos (contrato multilateral) o de una persona (contrato unilateral). Los términos del contrato se negocian entre todos hasta llegar a un acuerdo.
Los autores Olivares y Méndez (2001, pp.180-181) creen importante seguir una serie de orientaciones a la hora de diseñar un contrato de contingencias efectivo.
- Las partes implicadas deben llegar a un consenso a la hora de marcar el objetivo del contrato.
- Deben especificarse los privilegios que se lograran tras la ejecución de la conducta y las penalizaciones por no llevar a cabo los cambios correspondientes.
- El contrato debe contener una cláusula adicional de bonificaciones por si la persona excede las demandas mínimas del contrato.

Los contratos de contingencia se pueden usar en gran cantidad de problemas y tanto con adultos como con niños. Por ejemplo en toxicomanías, tratamiento de la obesidad, problemas de pareja, tabaquismo, etc.

## Técnicas de resolución de problemas
El entrenamiento en solución de problemas según D’Zurilla (citado por E. Becoña Iglesias, 2002 pp. 710-733) consta de cinco fases o etapas:
- Orientación general hacia el problema.
- Definición y formulación del problema.
- Generación de soluciones alternativas.
- Toma de decisiones.
- Puesta en práctica y verificación de la solución.

## Técnicas aversivas
Lo que intentan es asociar un patrón de reacción de algún comportamiento no deseado con un estímulo desagradable para que así el emisor deje de realizarlo.
Según Cáceres, (2002, p. 563-572) los procedimientos básicos empleados en las técnicas aversivas pueden diferenciarse en:
1. Estímulos incondicionados: Aversiones eléctrica, olfativa, gustativa y bloqueo facial.
2. Estímulos condicionados.

## Técnicas de autocontrol
Muchos problemas de autocontrol se relacionan con aprender a moderarse para reducir comportamientos excesivos que son inmediatamente gratificantes, como por ejemplo; comer, beber… Otros problemas de autocontrol requieren un incremento de la conducta como por ejemplo estudiar, limpiar… Existen cinco fases básicas en la mayoría de los programas de auto-modificación o de manejo personal (Martín y Osborne, 1993).

### Causas de los problemas de autocontrol

#### Problemas relacionados con excesos comportamentales
Éstos problemas son generados por un exceso de una acción: comer demasiado, beber, fumar… 
Los comportamientos exagerados son reforzados inmediatamente por un sabor agradable, sensación de saciedad… aunque acarrean consecuencias negativas, pero esas consecuencias no son eficaces para el autocontrol de ese exceso comportamental. 
En dichos casos se puede actuar de la siguiente forma:

##### Reforzar inmediatamente o castigar con demora un comportamiento
La persona realiza alguna acción para hacer algo que quiere aunque sabe que luego será castigado, pero el reforzador instantáneo es el que prevalece sobre el castigo. Pongamos un ejemplo: Un niño que quiere salir a la calle con sus amigos y sabe que sus padres no se lo van a permitir; para conseguir salir, miente a sus padres aunque sabe que cuando llegue será castigado, pero el placer de salir prevalece sobre el castigo.

##### Reforzadores inmediatos frente a castigos menores con efecto acumulativo
Un reforzador que se da instantáneamente se impone ante un castigo que se da poco a poco, como por ejemplo; el fumador se relaja fumando mientras el alquitrán se va depositando poco a poco en sus pulmones dañándolos. Sólo ve las consecuencias de sus actos (castigo) cuando ha fumado mucho y tiene tos, dolor de garganta. 

##### Reforzadores inmediatos de conductas problemáticas frente a reforzadores diferidos de conductas alternativas deseables
En los problemas de autocontrol que implican escoger entre dos comportamientos alternativos, ambos con consecuencias positivas, prevalece la que produce un refuerzo inmediato. Por ejemplo, elegir entre estudiar sin saber si aprobarás o ver la serie preferida; probablemente se escogería la serie preferida porque es un reforzador instantáneo.

#### Problemas relacionados con carencias comportamentales
Estos problemas están generados por conductas que habría que potenciar, como por ejemplo; estudiar más, limpiar la casa… 
Veamos las consecuencias de estas conductas en el caso de que no se realicen:

##### Pequeños castigos inmediatos o refuerzos acumulativamente significativos del comportamiento
Se trata de realizar comportamientos que generan un pequeño castigo inmediato para conseguir con el tiempo efectos positivos. Por ejemplo: realizar deporte crea agujetas si no lo has hecho anteriormente pero con el tiempo esas agujetas ya no aparecen, el cuerpo se estiliza y nos vemos mejor en el espejo. 

##### Pequeños castigos inmediatos si se produce el comportamiento o castigos mayores pero improbables si no se produce
Las personas eligen un comportamiento negativo porque saben que es muy poco probable que reciban un castigo mayor que si eligen un comportamiento positivo que les proporciona pequeños castigos. Por ejemplo: un ciclista que no se pone casco, porque le aprieta, le molesta y le crea sudor. Sabe que es muy poco probable que se caiga y sufra una lesión cerebral. 

##### Pequeños castigos inmediatos si se produce el comportamiento o castigos mayores diferidos si no se produce
Se pueden realizar conductas positivas que producen un castigo débil instantáneo, o no realizar esas conductas positivas, pero se consigue un castigo bastante mayor que se produce tras muchos ensayos. En muchas ocasiones predomina la conducta con respuesta más aversiva. Por ejemplo, ir al dentista para empastarse una muela aunque se sepa que va a doler un poco o cancelar la cita una y otra vez aún sabiendo que se sufrirán terribles dolores de muelas.

### Elegir el modelo de autocontrol
Para elegir un modelo de autocontrol eficaz, se deberán analizar las causas de los problemas de autocontrol, emitir la conducta deseable frente a la que ha de ser controlada, elegir el modelo y aplicar las técnicas elegidas para resolver el problema. 
El objetivo final será que la persona emita su propia conducta controladora para así provocar un cambio en la conducta a controlar (Skinner, 1953. p.240, citado por Garry y otros, 2007). 

### Fases de un programa de autocontrol
Los pasos que se deberían seguir para realizar un programa de autocontrol son:
1. Especificar el problema y establecer los objetivos: Qué se quiere modificar.
2. Comprometerse a cambiar: Se debe señalar la importancia que conlleva personalmente modificar ese problema y el esfuerzo que va a realizar para conseguirlo.
3. Registrar los datos y establecer las causas del problema: En este paso se toma nota de todos los datos que acontecen del problema: dónde, cuándo y como suele ocurrir.
4. Diseñar y aplicar un programa de tratamiento del problema.
5. Prevenir la recaída y lograr que la mejoría perdure: Para prevenir las recaídas hay que conocer primero las posibles causas de recaída y adoptar las medidas necesarias para minimizar su efecto. En algunas ocasiones las recaídas suceden porque no se presta el interés suficiente a los progresos que se hacen y la persona se desanima o bien porque no se fija claramente unos pasos para la mejora y el sujeto no ve bien si ha mejorado mucho, poco o nada.